# Люк Пламондон
Люк Пламондон (фр. Luc Plamondon; нар. 2 березня 1942, Сен-Раймон, Квебек) — франкоканадський поет, автор текстів для поп-музики. Його внесок у музику і його світовий успіх принесли йому титул найпопулярнішого лірика франкофонії.
Пламондон писав для багатьох артистів, у тому числі для Брюно Пельтьє, Діан Дюфрен, Робера Шарльбуа, Селін Діон, Жинетт Рено, Гару, Жюльєн Клерк, Ніколь Круазій та Джонні Голлідея. Він є співавтором багатьох мюзиклів, зокрема рок-опера «Старманія», «Нотр-Дам де Парі», «Cindy: Cendrillon 2000».
Пламондон виступає проти інтернет-піратства з розповсюдженням музики. У 1983 році на нагородженні премією Felix він використовував свою промову для пропаганди дотримання авторського права.
Люк Пламондон народився 2 березня 1942 року в місті Сен-Реймон де Портнеф Люк Пламондон народився 2 березня 1942 року в місті Сен-Реймон де Портнеф (St-Raymond de Portneuf) канадської франкофонний провінції Квебек.

## Життєпис
Після навчання в єзуїтській семінарії Квебека, ставши бакалавром педагогіки, Люк Пламондон в різний час брав самі різні курси: літератури — в Монреалі, історії мистецтва — в Луврській школі (l'Ecole du Louvre) в Парижі, англійської мови — в Коледжі Західного Лондона (West London College). Весь цей час він становив — складав тексти до пісень і п'єси. Кілька разів він надсилав свої роботи на Конкурс канадської пісні — однак без успіху.
У 1969 році, побачивши на Бродвеї мюзикл «Hair», Пламондон зрозумів, у чому його покликання — музичний театр.
Повернувшись в 1970 році в Квебек, Пламондон став потроху набирати вагу як автор текстів до пісень — з ним стали працювати такі співаки, як Жюльєн Клерк (Julien Clerc), Ніколь Круазе (Nicole Croisille), Джонні Голлідей (Johnny Halliday). Першим його великим успіхом стала пісня «Dans ma Camaro …», виконана в тому ж 1970 році Стівом Фізе (Steve Fiset). Пламондон сформував свій стиль, його тексти, далекі від високої поезії, складалися з простих слів, з'єднаних простими римами і були майже примітивними, однак, може бути, саме тому мали великий успіх — вони були зрозумілі всім і говорили на доступній мові.
У 1978 році, після багатьох років роботи у співпраці з французьким композитором Мішелем Берже (Michel Berger), Люк Пламондон випустив у світ свій перший мюзикл — «Старманія» («Starmania»). Спочатку мюзикл з'явився у вигляді концепт-альбому; виконавцями стали тоді ще молоді і порівняно невідомі співаки Франції та Квебеку, яких згодом чекала блискуча кар'єра — Даніель Балавуан (Daniel Balavoine), Діана Дюфресн (Diane Dufresne), Франс Галл (France Gall), Фаб'єн Тібо (Fabienne Thibault), Клод Дюбуа (Claude Dubois) і Нанетт Воркман (Nanette Workman). Багато пісень цього альбому стали справжніми хітами. У 1979 році відбулася прем'єра спектаклю в Палаці Конгресів в Парижі в постановці Тома О'Хоргана (Tom O'Horgan). Мюзикл малював картини віддаленого в ті роки майбутнього і показував, що і в 2000 році людей будуть хвилювати ті ж проблеми, що й завжди. Спектакль не мав того успіху, який мав диск, проте в 1979 році «Старманія» принесла Люку Пламондону цілих дві нагороди «Фелікс» («Felix») — у номінації «Пісня року» (за пісню «Блюз бізнесмена») і в номінації «Альбом року».
У 1988 році мюзикл «Старманія» був поставлений знову — цього разу режисером Льюїсом Фюре (Lewis Furey). У 1992 році була зроблена адаптація мюзиклу для англомовного глядача знаменитим лібретистом Тімом Райсом. Диск «Магнат» («Tycoon»), записаний зірками британської поп-музики, був чудово прийнятий у Франції, проте сам спектакль англійською мовою виявився не надто життєздатним. Він був показаний тільки в Парижі — деякий час його грала раз на тиждень французька трупа. Але ні у Вест-Енді, ні на Бродвеї «Tycoon» не був поставлений. Тим не менш, мюзикл «Старманія» продовжує жити — в 2000 році відкрилася чергова версія спектаклю.
У 1984 році Люк Пламондон склав тексти пісень до мюзиклу «Лілі Пассьон» («Lily Passion») спільно з Барбарою, що виконала в ньому в ньому головну роль, а в 1985 році — цього разу спільно з Анджело Фінальді (Angelo Finaldi) — тексти до  анімаційної опери «Діоксин де Карбон і його рожевий промінь».
У 1990 році побачила світ інша рок-опера Люка Пламондона — «Легенда про Джиммі», створена ним спільно з тим же Мішелем Берже. Спектакль, що розповідав історію життя і смерті відомого співака Джеймса Діна, був поставлений в театрі Могадор (Париж) режисером Жеромом Саварі. У Франції шоу протрималося недовго; в Квебеку його прийняли краще.
Наступна робота Пламондон — п'єса «Санд і романтики» («Sand et les romantiques») мала особливе значення, саме в процесі її створення виникла творчий дует Люк Пламондон — Ріккардо Коччанте, який у 1998 році вразив Францію, а потім і весь світ мюзиклом «Собор Паризької Богоматері».
Робота над мюзиклом тривала три роки. Його автори звернулися до роману Віктора Гюго в пошуках простого, але сильного сюжету, якої був би відомий у всьому світі. Як і раніше, концепт-альбом був випущений задовго до постановки мюзиклу на сцені і мав фантастичний успіх. Коли ж спектакль був поставлений — спочатку у Франції та в Квебеку, а потім і в Лондоні, вже на англійській мові, Пламондон і Коччіанте чекав справжній тріумф; попри те, що вимоглива критика Вест-Енду поставилася до вистави скептично, думка європейської публіки було одностайно. Пізніше були здійснені постановки в Італії, Іспанії, Нідерландах та Росії. «Собор Паризької Богоматері» приніс своїм творцям не тільки світову славу, але і безліч нагород, а в 1999 році «Belle» була визнана «піснею року» і отримала нагороду «Віктуар» («Victoire»), сам спектакль став «мюзиклом року», пісня «Le temps des cathedrales» також отримала «Фелікса» в номінації «пісня року». Крім того, цього року альбом «Собор Паризької Богоматері» став найбільш продаваним диском серед записів, зроблених французькою мовою.
Паралельно Люк Пламондон продовжував складати тексти пісень — в тому числі для Селін Діон і зірок «Собору Паризької Богоматері» Брюно Пельтьє і Гару (які стали хітами пісні «Один» («Seul») і «Циганка» («Gitan»)), а також для багатьох інших.
Остання робота Люка Пламондон як лібретиста — мюзикл за мотивами казки про Попелюшку «Синді» («Cindy»).